# James Ginty
James Francis Lawrence Ginty (nacido el 4 de diciembre de 1980) es un actor estadounidense, hijo de la actriz Francine Tacker y el actor y director Robert Ginty.
Nacido en Los Ángeles, Ginty asistió a la Academia Militar Valley Forge y a la Academia de Artes Interlochen. Ginty continuó su educación de actuación en la Escuela Juilliard en Nueva York, y poco después tuvo un papel en la película K-19: The Widowmaker con Harrison Ford.
Créditos en el teatro incluye a Romeo y Julieta. 
Ginty ha aparecido en series como Days of Our Lives, ER, Real Time With Bill Maher, Grey's Anatomy y Private Practice, y en 2009, interpretó al Dr. Lionel Canter en Surrogates protagonizada por Bruce Willis.